# Ingénieur civil

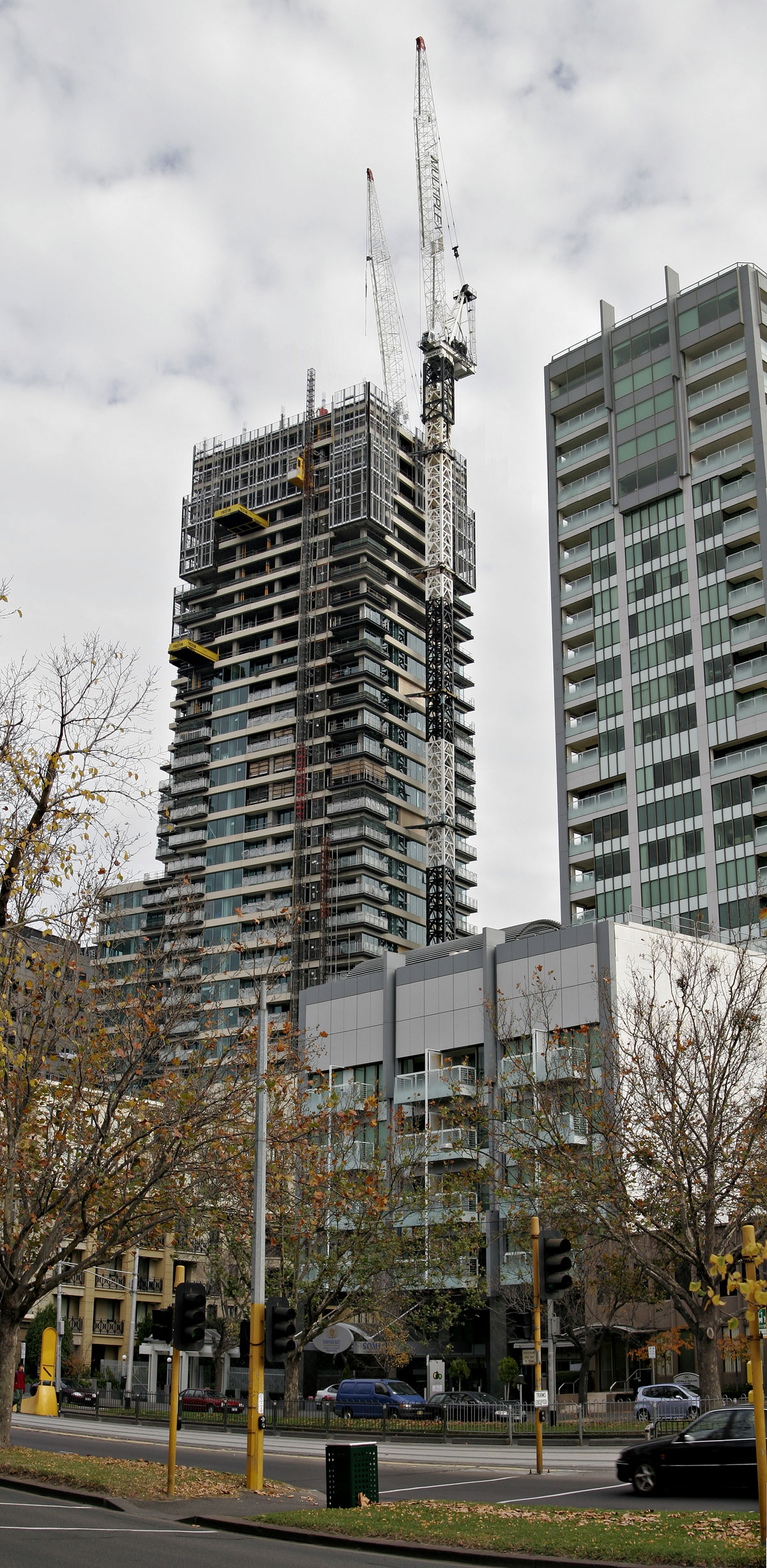
Construction d'un gratte-ciel.

Un ingénieur civil est un ingénieur dont la particularité correspond à des statuts différents selon l'époque et le pays.

## Histoire
Jusqu'à la première révolution industrielle, ceux qu'on appelait alors « ingénieurs » exerçaint les tâches incombant au génie militaire — qui leur valait leur nom —, y compris la construction, la fortification, le tracé de routes et ponts et voies navigables, etc.,.
En 1747 est créée en France l’École Royale des Ponts et Chaussées la prémière école au monde qui entend former des architectes et des ingénieurs « civils », non militaires.
Ceux-ci constitue un Corps d’État de la fonction publique qui doit administrer des routes, chemins, ponts, canaux, ports, etc.
La terminologie « ingénieur civil » provient de la traduction française de l'appellation anglaise « civil engineer » qui a été introduite par l'ingénieur anglais John Smeaton, fondateur de la « Society of Civil Engineers » (aussi appelée la « Smeatonian Society of Civil Engineers » ou la « Smeatonian Society ») créée en 1771. Cette association professionnelle voulait regrouper les acteurs du domaine des grands travaux à vocation non militaire et, notamment, des praticiens des métiers de la construction, des ingénieurs, des financiers et des juristes en vue de mener à bien des projets d'envergure d'intérêt public tels que des canaux, phares, zones portuaires, voies et, plus tard, des lignes ferroviaires,. La dénomination « génie civil » est donc créée dans le but de reconnaître l'ingénieur acteur des travaux de la société civile à vocation non militaire par opposition au génie militaire. Là aussi, à l'époque, nombre de travaux de l'ingénieur étaient liés à la construction au sens large.  
Le développement industriel fulgurant,,, du début du XIXe siècle en Europe a conduit à la nécessité de former ces ingénieurs dont les missions sont issues de et dédiées à la société civile en plein développement. et qui se distinguent ainsi de ceux issus de la société « militaire ». 
Sur le continent, c'est l'École Centrale des Arts et Manufactures de Paris qui, par sa création en 1829, a lancé les prémices de la dénomination « ingénieur civil ». Sa création visait, en effet, à fournir des ingénieurs issus de la société civile, non membres d'un Corps d’État, destinés à répondre aux nombreux défis industriels, sociétaux et de progrès humain de la société de l'époque au sens large. Le cercle des industriels et des ingénieurs « civils » (soit de la « société civile ») ainsi formés et issus de l'École Centrale les années suivant sa création n'a pas tardé à se constituer en réseau par la création, dès 1848, de la « Société (centrale) des Ingénieurs Civils ».  
Entretemps, tout comme le modèle militaire de l'École Polytechnique,, son pendant civil, le modèle de l'École Centrale de Paris avait lui aussi fait des émules, notamment :
- en 1836 à Mons, en Belgique, par la création de l'École Provinciale des Mines du Hainaut (aujourd'hui Faculté Polytechnique de Mons (FPMs))[10],[8],[11] ;

- en 1853 à Lausanne, en Suisse, avec l'École polytechnique fédérale de Lausanne (EPFL)[12],[13].

D'autres nombreuses créations d'écoles d'ingénieurs en Europe et même plus loin, basées sur ces deux modèles (école polytechnique et école centrale), verront le jour très tôt après 1850.            
En France, à partir de 1851, l’École Nationale des Ponts et Chaussées fournit également des ingénieurs civils non issus de l’École Polytechnique et n'appartenant donc pas à la fonction publique.      
Au fur et à mesure du déroulement de la première révolution industrielle (après 1800 et avec le développement de l'activité industrielle autour du ferroviaire, de la métallurgie et de l'automobile après 1880), le génie civil s'est spécialisé et diverses branches de l'ingénierie en sont devenues distinctes, comme le génie des procédés, le génie mécanique, le génie électrique, le génie informatique (et même le génie dit « clinique » à l'heure actuelle) alors qu'une bonne part du génie militaire (à l'exception de l'artillerie) fait maintenant partie du génie civil.

## Titre et formation associée

### En Belgique
En Belgique, on peut faire des études d'Ingénieur Civil soit à l'École Royale Militaire (Section polytechnique — Niveau Master) soit dans une Université (Niveau Master), d'où, dans ce dernier cas, le titre ingénieur civil. Ce titre est protégé par la loi (et partagé avec les ingénieurs agronomes — bioingénieurs). À ne pas confondre, donc, avec le génie civil qui est la branche de l'art de l'ingénieur consacrée à la construction de bâtiments, routes, ponts. En Belgique, l'accès aux études d'ingénieur civil est subordonné à la réussite d'un examen d'admission dans les universités francophones. Cet examen d'admission est axé sur les mathématiques. En Flandre, depuis l'année académique 2004-2005, cet examen est obligatoire mais le résultat, quel qu'il soit, ne peut pas interdire l'élève à commencer l'étude d'Ingénieur Civil.
Le diplôme d'ingénieur civil est défendu et promu par la Fédération royale d'associations belges d'ingénieurs civils et d'ingénieurs agronomes (FABI),. 
Le titre d'ingénieur (dont l'abréviation est Ir,, distincte de Ing. pour l'ingénieur industriel) est protégé par la loi belge. Le diplôme de bio-ingénieur bénéficie de la même reconnaissance de la part de la FABI et de la loi belge.
Ce diplôme est délivré par les universités suivantes :
- École royale militaire (ERM) - Koninklijke Militaire School (KMS) ou encore Royal Military Academy (RMA)[20] ;
- Université libre de Bruxelles (ULB), plus précisément l'École polytechnique de Bruxelles[21] ;
- Université catholique de Louvain (UCL), plus précisément l'École polytechnique de Louvain ;
- Université de Liège (ULiège)[22] ;
- Université de Mons (UMons) (la Faculté Polytechnique de Mons (FPMs))[23] ;
- Vrije Universiteit Brussel (VUB)[24] ;
- Katholieke Universiteit Leuven (KUL)[25] ;
- Université de Gand - Universiteit Gent (UGent)[26].

Les différents diplômes sont les suivants,  :
- Ingénieur civil architecte ;
- Ingénieur civil des constructions ;
- Ingénieur civil chimiste ;
- Ingénieur civil électricien ;
- Ingénieur civil électromécanicien ;
- Ingénieur civil en informatique ;
- Ingénieur civil en informatique et gestion ;
- Ingénieur civil en science de la donnée (à partir de septembre 2017 à l'ULg et à L'UCL) ;
- Ingénieur civil mécanicien ;
- Ingénieur civil en mathématiques appliquées ;
- Ingénieur civil métallurgiste ;
- Ingénieur civil des mines et géologue ;
- Ingénieur civil physicien ;
- Ingénieur civil en sciences des matériaux ;
- Ingénieur civil en génie biomédical ;
- Ingénieur civil en aérospatiale ;
- Ingénieur civil biomédical ;
- Ingénieur civil polytechnicien (à l'École royale militaire — spécialisé soit en télécommunication, en balistique, en construction ou en mécanique) ;
- Bioingénieur : Sciences et Technologies de l’environnement ;
- Bioingénieur : Gestion des Forêts et des Espaces naturels ;
- Bioingénieur : Sciences Agronomiques ;
- Bioingénieur : Chimie et Bio-industries.

La formation d'ingénieur civil comporte 5 années d'études : 3 années de bachelier (Bachelor) et 2 années de maîtrise (Master). Les trois années de bachelier constituent le 1er cycle, les 2 années de maîtrise, le 2e cycle. La réussite des études de base de premier cycle confère le grade académique de bachelier. La réussite des études de base du 2e cycle confère le grade académique de master ingénieur civil. Selon la spécialité choisie, une qualification peut être associée à ce grade académique (par exemple : master ingénieur civil électricien, mécanicien, en sciences des matériaux, etc.).

### Au Canada
Au Canada, le terme ingénieur civil a aussi la même signification que le terme anglais civil engineer, c'est-à-dire un ingénieur qui pratique le génie civil.

### En France

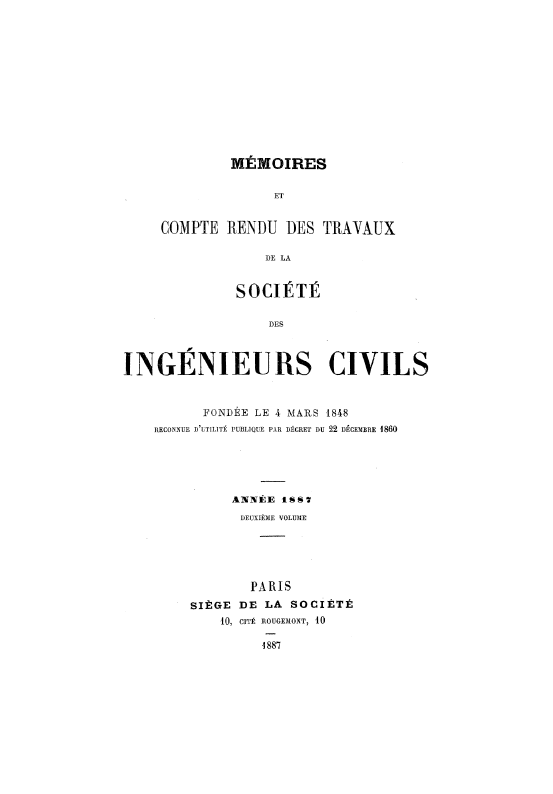
Périodique de la Société des ingénieurs civils de France publié en juillet 1887.

En France, le terme ingénieur civil s'applique :
- depuis 1848 aux membres de la Société centrale des ingénieurs civils, généralement diplômés de l'École centrale des arts et manufactures et des écoles similaires formant des ingénieurs pour les entreprises ;
- depuis 1854 aux diplômés d'écoles d'application de l'École polytechnique qui ne sont pas membres des grands corps de l'État.

Plus généralement, le métier d'ingénieur civil s'oppose à celui des ingénieurs employés au service de l'État.
La Société des ingénieurs civils de France reconnue d'utilité publique en 1860 est un ancêtre du Conseil national des ingénieurs et scientifiques de France.

### En Suisse
En Suisse, le terme d'« ingénieur civil » fait référence à un ingénieur qui pratique le génie civil. Le titre en Suisse n'est pas protégé par la loi, bien qu'il existe un registre des ingénieurs (aux côtés des architectes et techniciens), le REG. On distingue en Suisse deux catégories d'ingénieurs civils (les titres actuels sont conformes au processus de Bologne) :
- ceux issus des écoles polytechniques fédérales (EPF) de Lausanne ou de Zurich sont possesseurs d'un Master of Science et peuvent s'inscrire au REG A ; leur formation, de niveau universitaire, est orientée vers la recherche, l'encadrement mais aussi la pratique ;
- ceux issus des hautes écoles spécialisées suisses (HES) possèdent un Bachelor of science et peuvent s'inscrire au REG B (dès la fin des études) ou bien au REG A (après 3 ans de pratique professionnelle) ; leur formation, plus courte, est principalement orientée vers la pratique, de ce fait, ils sont très appréciés par les entreprises et bureaux d'études. Ils peuvent par la suite poursuivre leurs études pour obtenir un master HES ou EPF. Ils sont appelés dans le monde professionnel « ingénieurs civils HES ».

Parmi les plus importants ingénieurs civils suisses du XXe siècle, on trouve : Robert Maillart, Othmar Ammann, Christian Menn et Heinz Isler.

### Dans le monde anglo-saxon
Le terme d'ingénieur civil prête aussi à confusion en anglais. En effet, civil engineer signifie ingénieur en construction ou en génie civil bien que le qualificatif civil vienne lui aussi du génie civil par opposition au génie militaire.